# 马林·德拉格内亚
马林·德拉格内亚（羅馬尼亞語：Marin Dragnea，1956年1月1日—），罗马尼亚男子足球运动员，司职中场。他曾代表罗马尼亚国家队参加1984年欧洲足球锦标赛，结果队伍止步小组赛阶段。